# Jean-Baptiste Mathieu
 (décembre 2023).
Si vous disposez d'ouvrages ou d'articles de référence ou si vous connaissez des sites web de qualité traitant du thème abordé ici, merci de compléter l'article en donnant les références utiles à sa vérifiabilité et en les liant à la section « Notes et références ».
Pour les articles homonymes, voir Mathieu (patronyme).
Jean-Baptiste Mathieu, né le 7 mai 1880 à Bayonne et mort à une date inconnue, est un rameur français.

## Carrière
Jean-Baptiste Mathieu, membre de la Société nautique de Bayonne, participe aux Jeux olympiques intercalaires de 1906 à Athènes. Il y remporte la médaille de bronze en quatre avec barreur et en deux avec barreur sur un mile et termine quatrième en deux avec barreur sur un kilomètre.